# Trần Văn Quý
Trần Văn Quý (sinh ngày 28 tháng 7 năm 1962) là một chính trị gia người Việt Nam. Ông hiện là đại biểu Quốc hội Việt Nam khóa 14 nhiệm kì 2016-2021, thuộc đoàn đại biểu quốc hội tỉnh Hưng Yên, Phó Trưởng Đoàn chuyên trách Đoàn đại biểu Quốc hội tỉnh Hưng Yên, Ủy viên Ủy ban Pháp luật của Quốc hội. Ông đã trúng cử đại biểu Quốc hội năm 2016 ở đơn vị bầu cử số 2, tỉnh Hưng Yên gồm có các huyện: Tiên Lữ, Phù Cừ và Ân Thi.

## Xuất thân
Trần Văn Quý sinh ngày 28 tháng 7 năm 1962 quê quán ở xã Đặng Lễ, huyện Ân Thi, tỉnh Hưng Yên.
Ông hiện cư trú ở Số 82 đường Hồ Xuân Hương, phường Lê Lợi, thành phố Hưng Yên, tỉnh Hưng Yên.

## Giáo dục
- Giáo dục phổ thông: 12/12
- Đại học chuyên ngành Luật
- Thạc sĩ Quản trị kinh doanh
- Cử nhân lí luận chính trị

## Sự nghiệp
Ông gia nhập Đảng Cộng sản Việt Nam vào ngày 5/8/1989.
Khi ứng cử đại biểu Quốc hội Việt Nam khóa 14 vào tháng 5 năm 2016 ông đang là Tỉnh ủy viên, Bí thư
Đảng bộ, Giám đốc Sở Tư pháp tỉnh Hưng Yên, làm việc ở Sở Tư pháp tỉnh Hưng Yên.
Ông đã trúng cử đại biểu quốc hội năm 2016 ở đơn vị bầu cử số 2, tỉnh Hưng Yên gồm có các huyện: Tiên Lữ, Phù Cừ và Ân Thi, được 190.686 phiếu, đạt tỷ lệ 86,40% số phiếu hợp lệ.
Ông hiện là Tỉnh ủy viên, Phó Trưởng Đoàn chuyên trách Đoàn đại biểu Quốc hội tỉnh Hưng Yên, Ủy viên Ủy ban Pháp luật của Quốc hội (Đại biểu chuyên trách: Địa phương).
Ông đang làm việc ở Sở Tư pháp tỉnh Hưng Yên.